# Stat Quo
Stat Quo, pseudonimo di Stanley Benton (Atlanta, 24 luglio 1979), è un rapper statunitense.
È un artista hip hop originario di Atlanta precedentemente sotto contratto con le etichette di Eminem Shady Records e Dr. Dre Aftermath Entertainment. Il rapper si è inizialmente limitato a numerose collaborazioni ed a mixtape sin dal 2003. Stat è anche membro della Grown Man Music, etichetta musicale che ha fondato assieme a LT Moe. Benton ha frequentato la University of Florida, dove si è laureato in economia prima di intraprendere la carriera musicale.
Stat nell'estate del 2005 ha partecipato al Anger Management Tour che ha visto esibirsi anche artisti come Eminem, 50 Cent, G-Unit, Obie Trice, D12, tra gli altri. Stat Quo ha anche collaborato nei dischi di: Young Buck, Straight Outta Cashville; Eminem, Eminem Presents The Re-Up ed alla traccia "Spend Some Time" sul disco di Eminem Encore. Stat è apparso inoltre su tracce di artisti come Jermaine Dupri, The Alchemist, The Game, Disturbing Tha Peace.
Stat Quo pubblicò anche il videoclip della sua traccia intitolata "Like Dat", girato nella Zona 3 di Atlanta presso Thomasville Heights projects dove abitava il rapper.
Il suo album di debutto, Statlanta, inizialmente era atteso per il 2003 ma ha inesplicabilmente subito rinvii su rinvii ed è stato pubblicato il 13 luglio 2010.

## Discografia

### Album
- 2010: Statlanta

### Singoli
- "Like Dat" (da NBA Live 2006 soundtrack)
- "Problems"
- "Rock da Party" (da Madden '06 Soundtrack)
- "The Best" (da NBA Live 2005 Soundtrack)
- "Billion Bucks"
- "Get Low" (anche su Eminem Presents: The Re-Up)

### Apparizioni
- "Walk With Me" Young Buck feat. Stat Quo
- "Spend Some Time" Eminem feat. Obie Trice, Stat Quo, 50 Cent
- "War Drum" feat. Buddy Boi & Nitro
- "Opportunity"
- "Stay Bout It" feat. Obie Trice
- "You Ain't Know" feat. Bun B
- "Bottom Line" feat. The Game
- "Across the Coast" The Game feat. Erick Sermon, Stat Quo, Yukmouth, Fatal
- "I'm Sprung (Remix)" T-Pain feat. Stat Quo
- "Be Without You (Remix)" Mary J. Blige feat. Stat Quo
- "Ooh Drama" Kanye West
- "Back On Up" feat. Lil' Jon, Nitro
- "The Future" feat. Dr. Dre
- "Call Some Hoes" feat. Kanye West, Chamillionaire
- "Stop the Show" The Alchemist feat. M.O.P., Stat Quo
- "Come See Me" Smoke of Field Mob
- "Gimme Dat" feat. Young Zee, Rah Digga
- "Whatcha Call Dat" Tito 6 feat. Stat Quo
- "Happy Juice" Keri Hilson feat. Stat Quo, Snoop Dogg
- "Cry Now (Remix)" Obie Trice feat. Kuniva, Bobby Creekwater, Ca$his, Stat Quo
- "Came Up" Stat Quo feat. 50 Cent, Obie Trice
- "Top Back A Lil' Bit More" T.I. feat. Stat Quo
- "Let Me See Ya" Slim Thug feat. Stat Quo
- "I Ain't Playin'" Grafh feat. Stat Quo
- "Summer Love (Remix)" Justin Timberlake feat. Stat Quo

Pubblicazioni:
- Get Low (12") Shady Records 2006

Appare anche in:
- 1st Infantry (CD) Stop The Show Koch Records 2004
- Encore (2xCD) Spend Some Time Interscope Records 2004
- Encore (CD) Spend Some Time Universal Music (Australia)  2004
- Encore (2xLP) Spend Some Time Aftermath Entertainment 2004
- Encore (CD) Spend Some Time Aftermath Entertainment  2004
- Encore (Shady Collectors Edition) (2xCD) Spend Some Time Interscope Records 2004
- Encore (Shady Collectors Edition) (2xCD) Spend Some Time Aftermath Entertainment 2004
- Straight Outta Ca$hville (CD) Walk With Me Interscope Records 2004
- Straight Outta Ca$hville (CD, Ltd + DVD) Walk With Me Interscope Records 2004
- 5 Star General (CD) Kiss Of Death (Remix) Shady Records 2005
- Juice CD Volume 53 (CD) I Ain't Playin' Juice Magazine  2005
- Ludacris Presents ... Disturbing Tha Peace (CD) Come See Me Island Def Jam Music *Group  2005
- Straight Outta Ca$hville (CD) Walk With Me Universal Music (Russia)  2005
- Be Without You (Remixes) (12") Be Without Me (Shady &... Mary J. Blige (White)  2006
- You Don't Know / Billion Bucks (12")  Shady Records 2006

Le sue tracce si trovano anche su:
- Countdown To Armageddon Part 2: Back To The Lab (CD) We Shootin (Green Mix)... Shady Records
- eHop Volume One (CD) Problems (3 Bad Brotha... Live Wire Entertainment 2004
- 5 Star General (CD) Ashes Shady Records 2005
- All About Crime (12") All My Soldiers AV8 2005
- Anger Management 3 (CD) South Coast, Stay Bout... Not On Label 2005
- Tale #8 (CDr) Sirius Bizness www.hiphopvinyl.de 2005
- And1 Mixtape-Tour Volume 2 (CD) Stay Bout It Not On Label 2006

Pubblicazioni non ufficiali:
- Shade 45 Sirius Bizness (CD) Sirius Bizness, Grown ... Shady Records 2004